# Vin Baker
Vincent "Vin" Lamont Baker, född 23 november 1971 i Lake Wales i Florida, är en amerikansk före detta basketspelare.
Vin Baker tog OS-guld i basket 2000 i Sydney. Detta var USA:s tolfte basketguld i olympiska sommarspelen.
Vin Baker avbröt sin karriär till följd av alkoholism.